# Dreifleck-Preußenfisch
Der Dreifleck-Preußenfisch (Dascyllus trimaculatus) ist eine Art aus der Familie der Riffbarsche (Pomacentridae). Die Fische leben weitverbreitet im Roten Meer und im tropischen Indopazifik von der Küste Ostafrikas bis nach Pitcairn, nördlich bis zum südlichen Japan und südlich bis Sydney. Bei Hawaii und dem 1.000 km südlich liegenden Johnston-Atoll werden sie durch den nah verwandten Hawaii-Preußenfisch (Dascyllus albisella), bei den Linieinseln durch Dascyllus auripinnis und bei den Marquesas durch Strasburgs Preußenfisch (Dascyllus strasburgi) ersetzt.

## Merkmale
Dreifleck-Preußenfische werden elf Zentimeter lang. Jungfische sind pechschwarz mit je einem weißen Flecken auf den Flanken unterhalb der Rückenflossenmitte und auf der Stirn. Das Zentrum der Schuppen schimmert bläulich. Die Flossen sind schwarz, mit Ausnahme des transparenten hinteren Teils der Rückenflosse und der ebenfalls durchsichtigen Brustflossen. Bei ausgewachsenen Tieren verschwindet die tiefschwarze Färbung sowie der Stirnfleck. Die weißen Flecke auf den Seiten werden kleiner. Kopf, Flossen und Schuppenränder bleiben meistens schwarz. Es gibt verschiedene lokale Farbformen, bei denen unterschiedliche Grautöne vorherrschen. Flossen und Bauch können aber auch schmutzig gelblich sein. Entlang des Seitenlinienorgans haben die Dreifleck-Preußenfische 17 bis 18 Schuppen. Die Anzahl der Kiemenreusenfortsätze beträgt 22 bis 26.
Flossenformel: Dorsale XII/14–16, Anale II/14–15, Pectorale 19–21

## Lebensweise

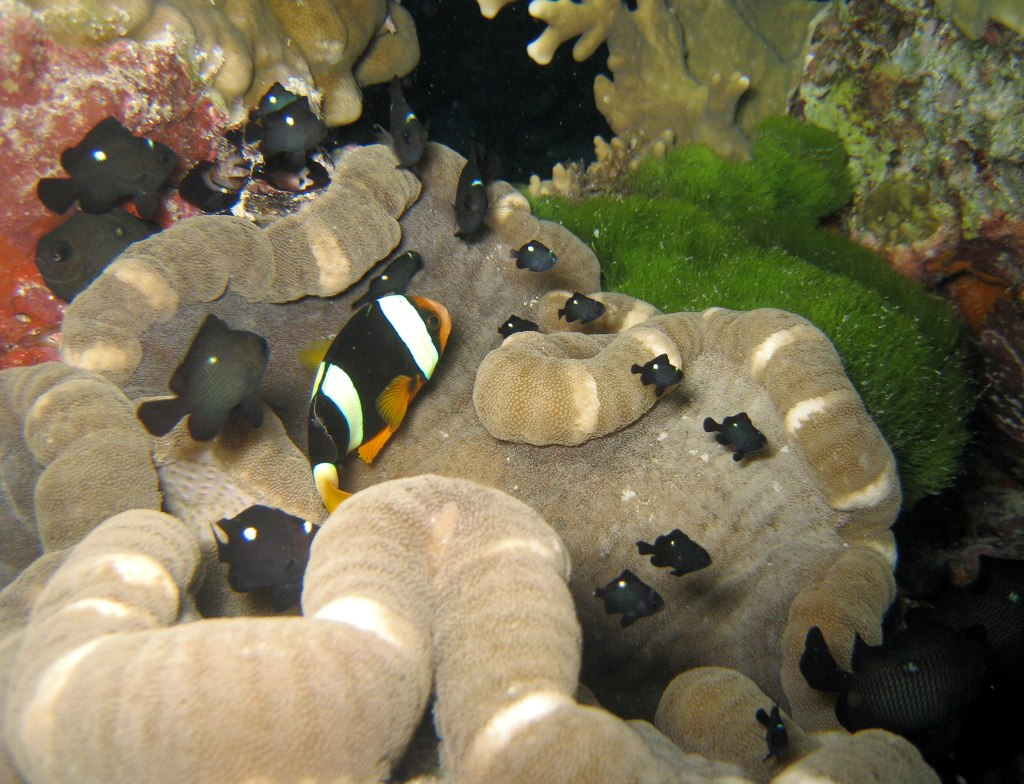
Noppenrand-Anemone mit Clarks Anemonenfisch und Dreifleck-Preußenfische

Die Fische leben in Korallen und Felsriffen in Tiefen bis 55 Metern. Jungfische leben wie Anemonenfische mit Symbioseanemonen zusammen. Als Wirtsanemonen dienen die Blasenanemone, die Korkenzieheranemone, die Noppenrand-Anemone, alle drei Heteractis-Arten und die drei Stichodactyla-Arten.
Dreifleck-Preußenfische ernähren sich von Ruderfußkrebsen, anderen kleinen planktonischen Krebstieren und Algen.

## Fortpflanzung
Die Fische sind wie alle Riffbarsche Substratlaicher und kleben ihren Laich in einer Höhle oder versteckten Nische an die Wand. Ein Gelege hat etwa 1000 Eier. Das Männchen bewacht den Laich. Nach drei Tagen schlüpfen die nur 2 mm langen Larven, verlassen das Versteck und leben zunächst pelagisch. Die Elterntiere laichen etwa 10 Tage nach dem Schlupf der Larven erneut.

## Systematik
Der Dreifleck-Preußenfisch ist die namensgebende Art des Dascyllus trimaculatus-Artenkomplex, der aus bisher mehreren, nah verwandten Dascyllus-Arten besteht, von denen vier bisher beschrieben wurden und, folgt man dem Kladogramm unten, noch zwei weitere, bisher unbeschrieben Arten enthält.
Vereinfachtes Kladogramm des Dascyllus trimaculatus-Komplexes:

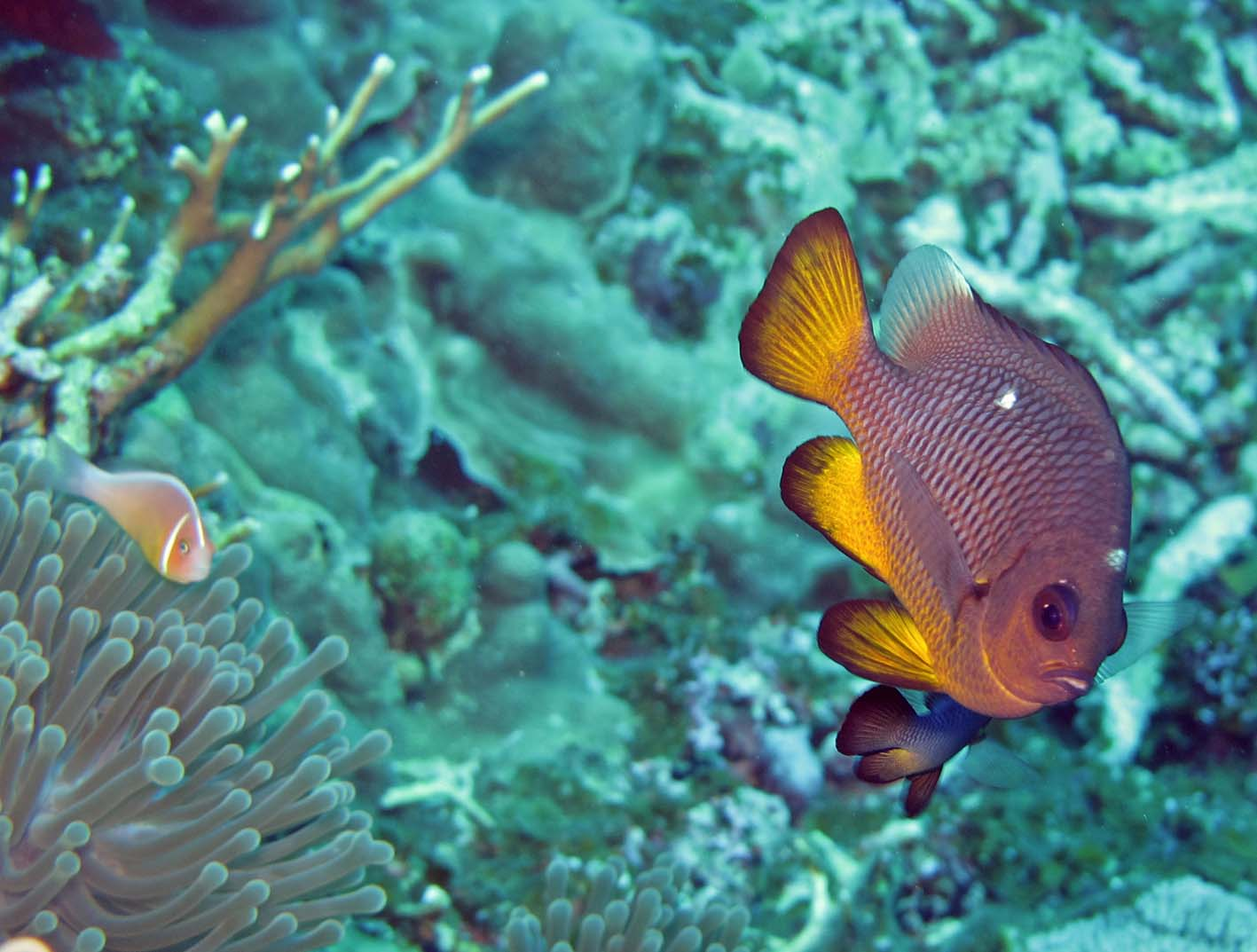
Die Fiji-Population von Dascyllus trimaculatus mit gelben Flossen, ähnlich wie Dascyllus auripinnis

|  | D. trimaculatus, Population im westlichen Pazifik (Südjapan bis Wallis-Inseln) |
|  |                                                                                |
|  | Dascyllus auripinnis (Linieinseln)                                             |
|  |                                                                                |

|  | Hawaii-Preußenfisch (D. albisella) |
|  | |
|  | \| \| D. trimaculatus, Population bei den Gesellschaftsinseln \| \| \| \| \| \| Strasburgs Preußenfisch (D. strasburgi) (Marquesas) \| \| \| \| |
|  | |
|  | D. trimaculatus, Population bei den Gesellschaftsinseln                                                                                         |
|  | |
|  | Strasburgs Preußenfisch (D. strasburgi) (Marquesas)                                                                                             |
|  | |

|  | D. trimaculatus, Population bei den Gesellschaftsinseln |
|  |                                                         |
|  | Strasburgs Preußenfisch (D. strasburgi) (Marquesas)     |
|  |                                                         |

|  | D. trimaculatus, Population im westlichen Pazifik (Südjapan bis Wallis-Inseln) |
|  |                                                                                |
|  | Dascyllus auripinnis (Linieinseln)                                             |
|  |                                                                                |

|  | Hawaii-Preußenfisch (D. albisella) |
|  | |
|  | \| \| D. trimaculatus, Population bei den Gesellschaftsinseln \| \| \| \| \| \| Strasburgs Preußenfisch (D. strasburgi) (Marquesas) \| \| \| \| |
|  | |
|  | D. trimaculatus, Population bei den Gesellschaftsinseln                                                                                         |
|  | |
|  | Strasburgs Preußenfisch (D. strasburgi) (Marquesas)                                                                                             |
|  | |

|  | D. trimaculatus, Population bei den Gesellschaftsinseln |
|  |                                                         |
|  | Strasburgs Preußenfisch (D. strasburgi) (Marquesas)     |
|  |                                                         |

|  | D. trimaculatus, Population im westlichen Pazifik (Südjapan bis Wallis-Inseln) |
|  |                                                                                |
|  | Dascyllus auripinnis (Linieinseln)                                             |
|  |                                                                                |

|  | Hawaii-Preußenfisch (D. albisella) |
|  | |
|  | \| \| D. trimaculatus, Population bei den Gesellschaftsinseln \| \| \| \| \| \| Strasburgs Preußenfisch (D. strasburgi) (Marquesas) \| \| \| \| |
|  | |
|  | D. trimaculatus, Population bei den Gesellschaftsinseln                                                                                         |
|  | |
|  | Strasburgs Preußenfisch (D. strasburgi) (Marquesas)                                                                                             |
|  | |

|  | D. trimaculatus, Population bei den Gesellschaftsinseln |
|  |                                                         |
|  | Strasburgs Preußenfisch (D. strasburgi) (Marquesas)     |
|  |                                                         |

|  | D. trimaculatus, Population im westlichen Pazifik (Südjapan bis Wallis-Inseln) |
|  |                                                                                |
|  | Dascyllus auripinnis (Linieinseln)                                             |
|  |                                                                                |

|  | Hawaii-Preußenfisch (D. albisella) |
|  | |
|  | \| \| D. trimaculatus, Population bei den Gesellschaftsinseln \| \| \| \| \| \| Strasburgs Preußenfisch (D. strasburgi) (Marquesas) \| \| \| \| |
|  | |
|  | D. trimaculatus, Population bei den Gesellschaftsinseln                                                                                         |
|  | |
|  | Strasburgs Preußenfisch (D. strasburgi) (Marquesas)                                                                                             |
|  | |

|  | D. trimaculatus, Population bei den Gesellschaftsinseln |
|  |                                                         |
|  | Strasburgs Preußenfisch (D. strasburgi) (Marquesas)     |
|  |                                                         |

## Aquaristik
Dreifleck-Preußenfische werden zum Zweck der Aquarienhaltung hin und wieder importiert. Ausgewachsene Fische sind allerdings so aggressiv, dass die gemeinsame Haltung mit anderen Fischen praktisch unmöglich ist.